# Photedes bilinea
Photedes bilinea là một loài bướm đêm trong họ Noctuidae.